# Marine Ghazaryan
Marine Ghazaryan (Armeens: Մարինե Ղազարյանը) (28 november 1985) is een Armeense atlete, die is gespecialiseerd in de 100 m sprint. Ze was deelneemster aan de Olympische Spelen van 2004 in Athene. Daar geraakte zij met een tijd van 12,29 s niet door de kwalificaties van de 100 m.

## Persoonlijke records
Outdoor
| Onderdeel | Prestatie | Datum            | Plaats |
| --------- | --------- | ---------------- | ------ |
| 100 m     | 12,29 s   | 20 augustus 2004 | Athene |

Indoor
| Onderdeel | Prestatie           | Datum           | Plaats  |
| --------- | ------------------- | --------------- | ------- |
| 60 m      | 7,73 s (nat. rec.)  | 8 februari 2005 | Teheran |
| 200 m     | 25,27 s (nat. rec.) | 8 februari 2005 | Teheran |